# Apito Dourado
O caso Apito Dourado é um escândalo de corrupção do futebol português que emergiu em 2004, com uma investigação que retrata casos que podem ter tido início quase três décadas antes. Relacionado com o caso existe o Apito Final, um homólogo do tribunal desportivo. Este processo baseou-se em casos de corrupção relacionados com os escalões inferiores do futebol português, nomeadamente o União Desportiva Sousense e o Gondomar Sport Clube. Foram efetuadas escutas telefónicas comprometedoras, disponibilizadas inclusive no YouTube , que vieram a ser usadas pela Justiça desportiva para visar o Futebol Clube do Porto e o Boavista. 
As investigações acabariam por incriminar Jorge Nuno Pinto da Costa, presidente do Futebol Clube do Porto, e Valentim Loureiro, antigo presidente do Boavista Futebol Clube e da Liga Portuguesa de Futebol. Nas instâncias desportivas, o Futebol Clube do Porto e o seu presidente foram condenados num processo rocambolesco na Comissão de Disciplina da LPFP e ilibados na instância superior (Comissão de Justiça da FPF) e nos tribunais civis, tal como o Boavista e o seu presidente João Loureiro. Todavia, as escutas seriam ainda assim aproveitadas para descredibilizar o futebol português e a Justiça em Portugal.
Em Dezembro de 2006, a antiga companheira de Jorge Nuno Pinto da Costa, Carolina Salgado, lançou um livro, Eu, Carolina, em que acusa o ex-companheiro. Este livro seria utilizado como base de várias acusações que o presidente dos dragões sempre negou. Estas incluíam, entre outros dados, o tráfico de influências, agressões a dirigentes desportivos, a coação sobre equipas de arbitragem, assim como o pagamento de orgias com prostitutas a árbitros para beneficiação do FC Porto. As acusações foram consideradas infundadas por parte dos tribunais civis. O livro deu origem a um filme chamado «Corrupção», realizado por João Botelho, e que contava nos papéis principais com os actores Nicolau Breyner e Margarida Vila-Nova.
Todavia, os casos mais mediáticos têm em conta os jogos FC Porto-Estrela da Amadora e Beira-Mar-FC Porto, ambos realizados na época de 2003/04, quando José Mourinho comandava o FC Porto. No dia 24 de Janeiro de 2004, a Polícia Judiciária escuta um telefonema do presidente do FC Porto, Pinto da Costa, com António Araújo na véspera do jogo FC Porto-Estrela da Amadora, em que o empresário fala em "fruta" (alegadamente prostitutas) para dar ao árbitro do jogo, Jacinto Paixão, este que viria a tornar pública uma confissão do próprio, no YouTube, que teve como objetivo evitar represálias e ao mesmo tempo confirmar a corrupção desportiva do Futebol Clube do Porto. O caso acabaria por ser arquivado, sendo as denúncias de Carolina Salgado e de Jacinto Paixão consideradas insuficientes para provar o conteúdo dos factos alegadamente narrados. No dia 16 de Abril de 2004, o árbitro Augusto Duarte, que iria apitar o Beira Mar-FCP, supostamente visitou Pinto da Costa na sua residência na Madalena, em Vila Nova de Gaia. Todavia, não ficou provado o motivo de tal encontro e, por isso, não foi encontrado qualquer tipo de prova neste âmbito. Assim, este caso seria também arquivado.
Outra grave polémica sobre este caso e a Justiça Portuguesa, foi o facto de Jorge Nuno Pinto da Costa ter sido avisado, um dia antes, sobre a sua suposta detenção e ter fugido da Polícia Judiciária para Espanha, em Dezembro de 2004.
Carolina Salgado divulgou no seu livro que, no dia 1 de Dezembro de 2004, houve uma reunião entre Pinto da Costa, Reinaldo Teles, e o seu advogado Lourenço Pinto, na qual o advogado terá revelado a detenção dos dois dirigentes portistas, assim como a do empresário António Araújo. Este cenário veio a confirmar-se com a detenção de António Araújo, que Carolina Salgado afirma não ter sido avisado propositadamente. Nesse próprio dia, Pinto da Costa e Carolina Salgado já tinham chegado a Espanha.
Em Maio de 2008, o Comité Disciplinar da Liga Portuguesa de Futebol Profissional, que abriu um processo paralelo e não criminal chamado Apito Final, condenou Jorge Nuno Pinto da Costa a uma suspensão de dois anos e o Futebol Clube do Porto perdeu seis pontos na classificação da Primeira Liga e multado em € 150.000 por tentativa de suborno, castigos anulados pelo Conselho de Justiça da Federação Portuguesa de Futebol que deu razão a Pinto da Costa e Futebol Clube do Porto no recurso apresentado; o Boavista Futebol Clube foi condenado a descer de divisão por suborno e coação de árbitros, e multado em € 180.000; o União Desportiva de Leiria perdeu três pontos e o seu presidente, João Bartolomeu, foi condenado a uma suspensão de um ano.
Em Janeiro e Outubro de 2010, muitas das escutas telefónicas do Apito Dourado foram divulgadas no YouTube.

## Processo parado na Relação
Após julgamento, foram condenados, em 18 de Julho de 2008, 13 arguidos, entre os quais Valentim Loureiro (presidente da Câmara de Gondomar e líder da Liga Portuguesa de Futebol à data dos factos), Pinto de Sousa (ex-presidente do Conselho de Arbitragem da Federação Portuguesa de Futebol) e José Luís Oliveira (vice-presidente de Valentim Loureiro na Câmara de Gondomar e presidente do clube local).
Em Março de 2010, após recursos, a Relação do Porto confirmou genericamente as condenações. Valentim Loureiro foi condenado a perda de mandato e três anos e dois meses de prisão (pena suspensa, por igual período), por crimes de abuso de poder e prevaricação. Já José Luís Oliveira foi condenado a três anos de prisão (pena igualmente suspensa), por abuso de poder e corrupção desportiva, e Pinto de Sousa a dois anos e três meses de prisão (suspensa), por abuso de poder.
Os arguidos recorreram novamente na Relação, suscitando erros e pedindo a aclaração do acórdão condenatório. Ao mesmo tempo, Pinto de Sousa e Valentim Loureiro apresentaram recursos para o Constitucional. 
Após o recurso o processo principal do Apito Dourado ficou um ano parado.

## Pinto da Costa e Jacinto Paixão absolvidos
Pinto da Costa foi absolvido da acusação de corrupção em relação ao encontro entre FC Porto e Estrela da Amadora de 2003/04 no dia 23 de Setembro de 2014. O Conselho de Disciplina da Federação (FPF) absolveu o presidente portista "da prática da infração disciplinar muito grave de corrupção (…) na forma de tentativa."
Também Jacinto Paixão, à data árbitro de 1.ª categoria, foi absolvido da prática de "infração disciplinar muito grave de corrupção da equipa de arbitragem", tal como a restante equipa técnica: José Carlos Gladim Chilrito e Manuel António Candeias Quadrado.
O tribunal cível considerou as escutas ilegais neste processo. Por isso, a Comissão Disciplinar da Liga, agora a secção profissional do Conselho de Disciplina da FPF, teve que retirar as escutas como meio de prova, declarando "não provada" a acusação. 